# Li-La-Launebär
Der Li-La-Launebär war eine deutsche Kinder-Fernsehserie, die zwischen 1988 und 1994 produziert und beim Privatsender RTL ausgestrahlt wurde.

## Handlung
Die Handlung drehte sich um einen launigen Bären, der mit „Metty“ Krings  auf einem Kölner Dachboden im Li-La-Launeland zusammenwohnte. In jeder Folge erlebten die beiden ein Abenteuer, auch wurde häufig musiziert. Um den Kindern Wissen zu vermitteln, wurden Einspieler – ähnlich den Sachgeschichten aus der Sendung mit der Maus – gezeigt. Außerdem zeichnete Metty während der Sendung häufig seine bekannten Raben, zu denen es meist eine Geschichte zu erzählen gab.
In der Sendung wurden zudem Gäste eingeladen, die auf kindgerechte Weise Einblick in ihre Berufe gaben. In den späteren Folgen wurde der Außenmoderator Claus Janzen als der „Rasende Roland“ integriert, der in Städten Passanten nach Antworten auf Fragen wie „Wie kommen die Löcher in den Käse?“ ansprach.
Bis zum Frühjahr 1992 wurden in die Sendung auch Zeichentrickserien (z. B. David, der Kabauter, Lady Lockenlicht und andere) eingebettet, wodurch der Li-La-Launebär eine Laufzeit von 90 Minuten hatte; die folgenden Episoden ohne Zeichentrick dauerten 30 Minuten. Die letzte Folge wurde am 27. November 1994 ausgestrahlt.

## Trivia
- Der Li-La-Launebär wurde von Dieter Kieselstein entworfen und gebaut.
- Gisela Kieselstein entwarf die Kostüme des Li-La-Launebären.
- Der Li-La-Launebär wird heute im Museum für PuppentheaterKultur (PuK) in Bad Kreuznach präsentiert.[1]
- Die aus Wigald Boning und Olli Dittrich bestehende Musikgruppe Die Doofen veröffentlichte 1996 das melancholische Lied Der Li-La-Launebär, in dem sie den Bären als ehemaligen Kinderstar besangen, der keine Sendung mehr hat und zum Alkoholiker wurde.[2][3]